# Witte Boogbrug
De Witte Boogbrug (brug 469), vernoemd naar haar uiterlijk, is een kunstwerk in Amsterdam-Noord. Ze is gelegen in de Monnikendammerweg. Ze overspant een plaatselijke vijver.
De brug is aangelegd als viaduct. Het werd midden jaren zestig ontworpen als deel van de kruising van de Monnikendammerweg en de Zuiderzeeweg. Deze Zuiderzeeweg zou via de Amsterdamsebrug en Schellingwouderbrug dé verbinding vormen tussen Amsterdam-Oost en Amsterdam-Noord met veel verkeer, zodat geopteerd werd voor een ongelijkvloerse kruising alhier. Rijkswaterstaat ontwierp de twee genoemde bruggen, de gemeente Amsterdam was verantwoordelijk voor zaken als de inrichting van toe- en afvoerwegen en de aanleg van terreinen. Er was in 1955 discussie over wie nu wat moest gaan betalen, maar de kosten voor de omgeving werden geschat op 11.600.000 gulden. Er trad vertraging op bij de bouw van het gehele systeem, maar in november 1957 constateerde De Waarheid dat de drie boogbruggen bijna klaar waren, maar dat het wegtracé aan de noordkant nog ontbrak. De Witte Boogbrug kon geopend worden, maar van verlenging van de Zuiderzeeweg daar onderdoor kon toen geen sprake zijn. Gemeente en Rijk kregen ruzie over het verdere traject van de Zuiderzeeweg over Zijkanaal K naar de Meeuwenlaan. Rijkswaterstaat wilde een tunnel (prijs van het traject 16,5 miljoen gulden), de gemeente een brug (prijs van het traject 8,8 miljoen gulden). Beide werden echter niet uitgevoerd, want het Rijk had een bestedingsbeperking afgekondigd. Na die bestedingsbeperking, die in fasen werd opgeheven, waren er op verkeersgebied dringender zaken op te lossen. Toch had men het in 1960 nog over een circa 100 meter lange brug over het Zijkanaal K met drie overspanningen waarvan een beweegbaar deel van ongeveer 16 meter lengte op een hoogte in gesloten toestand van 5,20 meter. Later verbood de Raad van State een brug in verband met dreigende belemmering van de scheepvaart.
De boogbrug is een ontwerp van Dick Slebos van de Dienst der Publieke Werken. De weg er onderdoor kwam er niet meer, waarschijnlijk mede doordat de verbindingen tussen Amsterdam-Noord en Oost/Centrum een andere richting opgingen. Eerst kwam er de IJ-tunnel (opening 1968) en daarna de Zeeburgertunnel (opening 1990) waardoor de geplande doorgaande route onnodig werd geacht. De brug kreeg aldus de bijnaam Brug van Niks. De ondergrond voor de ooit bedoelde rijweg overwoekerde al vrij snel, maar er bleef ook water in staan. Er zijn foto’s waarop die ondergrond, behalve onder de brug door gebrek aan licht, bijna geheel uit riet bestaat. 
In 2018 verzorgt de brug het doorlopen van de Monnikendammerweg tot aan het IJ, de beoogde in- en uitrijstroken voor doorlopend verkeer op de Schellingwouderdijk en Nieuwendammerdijk. Voorts maakt de brug deel uit van de zuidelijke tak van de stadsroute 115, maar die is ter plaatse erg rustig qua verkeersaanbod. Het is een veel te grote brug voor een klein verkeersaanbod. Het water onder de brug zou begin 21e eeuw verbinding hebben gekregen met het water uit het park/meertje Schellingwouderbreek. Amsterdam kreeg er in 2001 een andere (dubbele) witte boogbrug bij, de Enneüs Heermabrug en in 2007 volgde de Uyllanderbrug. De Spaanse stad Bilbao kent ook een brug die Witte Boogbrug heet, in het Baskisch Zubizuri. 

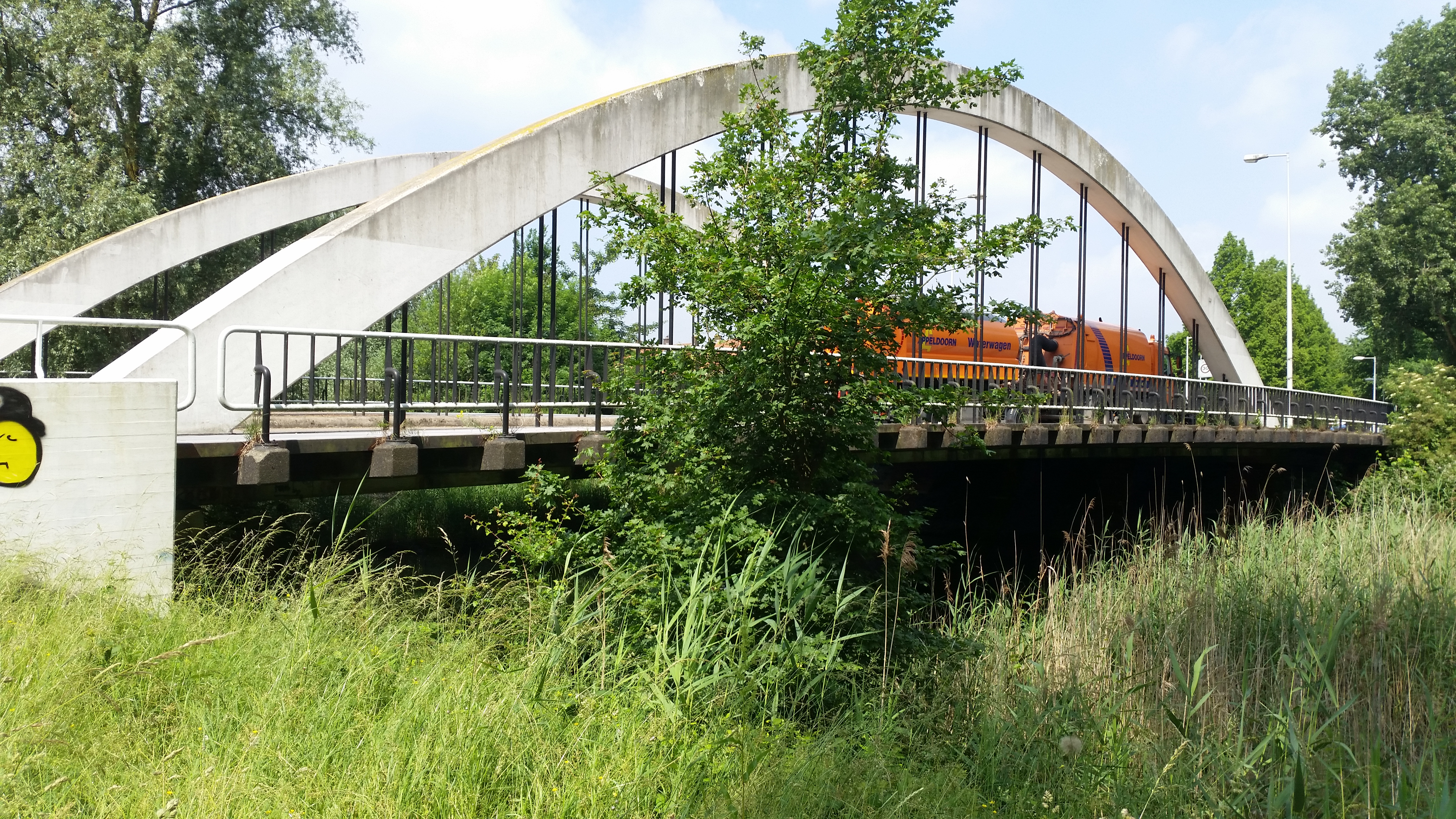
De overspanning in juni 2018

<<< · 400 · 401 · 402 · 403 · 404 · 405 · 406 · 407 · 408 · 409 · 410 · 411 · 413 · 414 · 415 · 416 · 417 · 418 · 419 · 420 · 421 · 422 · 423 · 424 · 425 · 427 · 429 · 430 · 431 · 432 · 433 · 434 · 435 · 436 · 437 · 438 · 439 · 440 · 441 · 442 · 443 · 444 · 445 · 446 · 447 · 448 · 449 · 450 · 451 · 452 · 453 · 454 · 455 · 456 · 457 · 458 · 459 · 460 · 461 · 462 · 463 · 464 · 465 · 466 · 469 · 470 · 471 · 472 · 473 · 474 · 475 · 476 · 478 · 479 · 480 · 482 · 483 · 485 · 486 · 487 · 488 · 489 · 490 · 491 · 492 · 493 · 494 · 495 · 496 · 497 · 499 · >>>
Brugnummers 412, 426, 428, 467, 468, 477, 481, 484 en 498 zijn niet (meer) vergeven.